# Миронов, Вячеслав Александрович
Вячеслав Александрович Миронов (род. 12 августа 1939, Ленинград) — российский учёный, общественно-политический деятель, председатель Законодательного собрания Тверской области (1997—2001), доктор технических наук, профессор, ректор и почётный президент Тверского государственного технического университета. Почётный гражданин города Твери (2007).

## Биография
Вячеслав Александрович Миронов родился в Ленинграде 12 августа 1939 года.
В 1957 году завершил обучение в Калининском вагоностроительном техникуме, трудоустроился техником и инженером проектировщиком. С 1958 по 1961 годы служил срочную службу в рядах Вооруженных сил СССР. В 1965 году завершил обучение в Калининском политехническом институте, получил специальность «Промышленное и гражданское строительство». С 1966 года стал работать ассистентом кафедры «Сопротивление материалов». В 1974 году успешно защитил диссертацию на соискание степени кандидата наук и продолжил научно-педагогическую деятельность в должности доцента на кафедре «Автомобильные дороги, основания и фундаменты». В 1991 году защитил докторскую диссертацию.
За 40 лет педагогической работы Миронов прошёл путь от ассистента до профессора и ректора учебного заведения. Вячеслав Александрович — известный ученый в области нелинейной механики деформирования горных пород, является автором более 300 научных работ и 30 патентов и изобретений. Под руководством профессора Миронова было подготовлено 3 докторских и 8 кандидатских диссертаций. На протяжении долгих лет был председателем двух диссертационных советов по защите докторских и кандидатских диссертаций, членом ряда экспертных советов Министерства образования Российской Федерации.
Избирался депутатом Законодательного Собрания Тверской области двух созывов. С 1997 по 2001 годы работал в должности председателя Законодательного Собрания Тверской области и заместителем председателя комитета по науке, культуре, образованию, экологии и здравоохранению Совета Федерации Федерального Собрания Российской Федерации. С 2012 по 2019 годы работал заместителем председателя экспертного совета при Комитете по образованию в Государственной Думе.
В 2007 году решением депутатов городской Думы был удостоен звания «Почётный гражданин города Твери».
Проживает и работает в городе Твери. Является президентом Тверского государственного технического университета, действительным членом семи международных и российских академий, заслуженным профессором ТГТУ.

## Награды и звания
- Орден За заслуги перед Отечеством IV степени (2001)[5],
- Орден Дружбы народов,
- Медаль "В ознаменование 100-летия со дня рождения Владимира Ильича Ленина",
- Медаль "Ветеран труда",
- Заслуженный деятель науки и техники Российской Федерации (30 декабря 1994)[6] — за заслуги в научной деятельности,
- Почётный строитель России,
- Почётный работник высшего профессионального образования Российской Федерации,
- Почётный гражданин города Твери (2007),
- Почётный гражданин Тверской области (2021)[7],
- Почётный член Российской академии архитектуры и строительных наук[8].